# Dóra Stefánsdóttir
Dóra Stefánsdóttir, född 27 april 1985, är en isländsk fotbollsspelare. Hon spelar för den svenska klubben FC Rosengård och i Islands landslag.

## Lag
- Valur Reykjavik (moderklubb)
- FC Rosengård
- Islands damlandslag i fotboll

## Meriter
Valur
- Isländsk mästare: 2004
- Isländsk cupmästare: 2001 och 2003
- Kvartsfinal i UEFA Women's Cup 2005/2006